# Божків (станція)
Божків (Божкове) — проміжна залізнична станція 5-го класу Сумської дирекції Південної залізниці на електрифікованій лінії Полтава-Південна — Люботин між станціями Свинківка (9,3 км) та Кочубеївка (17,1 км). Розташована в селі Божкове Полтавського району Полтавської області.

## Історія
Станція відкрита 1871 року. Назва станції походить від імені поміщика, на землях якого вона перебувала.
У різні роки станцію очолювали:
- 1900 — Олексій Семенович Сербін[1];
- 1904—1907 — Іван Іванович Журбін[2][3][4].

За даними 1902 року станція мала незначний вантажообіг.
Під час Другої світової війни, коли тривали запеклі бої за звільнення Полтавської області, станція була знищена німецько-фашистськими загарбниками, в тому числі й залізничний вокзал. У 1952 році вокзал був відновлений.
У 1968 року у напрямку станції Божків введена в експлуатацію двоколійна дільниця від станції Раднаркомівської (нині — Люботин-Західний) до Свинківки.
У липні 2002 року відкрито швидкісну лінію від Харкова до Києва. У тому ж році здійснено капітальний ремонт залізничного вокзалу.
У грудні 2004 року завершена електрифікація дільниці Полтава-Київська — Божків і на станцію прибув електропоїзд з першими поважними пасажирами.

## Пасажирське сполучення
На станції Божків зупиняються приміські поїзди напрямку Гребінка — Полтава-Південна — Огульці.